# Otto Schreier
Pour les articles homonymes, voir Schreier.
Otto Schreier, né le 3 mars 1901 à Vienne (Autriche) et mort le 2 juin 1929 à Hambourg (Allemagne), est un mathématicien autrichien qui a apporté des contributions majeures en théorie combinatoire des groupes et sur la topologie des groupes de Lie.

## Biographie
Schreier suivit à partir de 1920, à l'université de Vienne, les cours de Wilhelm Wirtinger, Philipp Furtwängler, Hans Hahn, Kurt Reidemeister, Tonio Rella, Josef Lense et Leopold Vietoris. Il obtint son doctorat en 1923 à Vienne, sous la direction de Philipp Furtwängler puis en 1926 son habilitation auprès d'Emil Artin, à l'université de Hambourg où il avait déjà donné des cours. Il y codirigea la thèse d'Emanuel Sperner avec Wilhelm Blaschke. En 1928, il devint professeur à l'université de Rostock. Pendant le premier semestre, il enseigna à la fois à Hambourg et à Rostock, mais tomba gravement malade en décembre 1928, d'une septicémie dont il mourut six mois plus tard, à 28 ans.

## Œuvre
Schreier fut conduit à la théorie des groupes par Reidemeister et commença en 1924 par faire des recherches sur les groupes de nœuds (en), à la suite des travaux de Max Dehn. Son travail le plus connu est sa thèse d'habilitation sur les sous-groupes des groupes libres, dans laquelle il généralisa des résultats de Reidemeister sur les sous-groupes normaux. Il démontra que tout sous-groupe d'un groupe libre est libre, généralisant un résultat de Jakob Nielsen (1921) en ce qui s'appelle désormais le théorème de Nielsen-Schreier. En 1927, il démontra que le groupe fondamental de tout groupe de Lie classique est abélien. En 1928, il affina le théorème de Jordan-Hölder. Avec Artin, il prouva le théorème d'Artin-Schreier sur la clôture réelle d'un corps totalement ordonné.

## Résultats et notions portant son nom
- Algorithme de Schreier-Sims (en)
- Anneau de Schreier
- Conjecture de Schreier sur la résolubilité du groupe des automorphismes extérieurs d'un groupe fini simple
- Graphe de Schreier (en) des classes suivant un sous-groupe
- Lemme de Schreier
- Théorème d'Artin-Schreier
- Théorème de Nielsen-Schreier
- Théorème de raffinement de Schreier
- Théorie d'Artin-Schreier